# Catocala dotatoides
Catocala dotatoides és una espècie de papallona nocturna de la subfamília Erebinae i la família Erebidae. Es troba a l'Índia.